# Sturmgeschwader Komet
Sturmgeschwader Komet (Originaltitel: Flat Top) ist ein US-amerikanischer Kriegsfilm aus dem Jahre 1952, der in Rückblende zur Zeit der Rückeroberung der Philippinen im Zweiten Weltkrieg spielt.

## Handlung
Dan Collier steht während des Koreakriegs an Bord des US-Flugzeugträgers USS Princeton. Er erinnert sich an seinen ersten Einsatz auf dem Vorgänger-Schiff gleichen Namens.
Collier und sein Geschwader werden 1944 auf die Princeton versetzt. Zum Geschwader gehören der Offizier Rodgers, der Sänger Kelley, der Ex-Footballspieler McKay, der Dichter Longfellow und der Jurastudent Judge. Als Smith, ein weiteres Staffelmitglied, trotz Verbots auf dem Träger landet, soll Rodgers ihm Flugverbot erteilen. Rodgers merkt, wie sehr Smith unter dem Verbot leidet. Er will Collier dazu bringen, mit den Männern milder umzugehen. Er ist der Überzeugung, dass eine nicht so strenge Führung bessere Resultate bei den Männern zeigt, als strenge Einhaltung der Disziplin. Doch Collier ist der Argumentation nicht zugänglich.
In den nächsten Wochen vollführen Colliers Männer dauernde Übungsflüge. Die Männer sind bald nervös und gestresst. Rodgers fragt Collier nach der Einweisung für den nächsten Kampfeinsatz, doch Collier weist Rodgers zurecht. Letztlich ist es der Kapitän der Princeton, der das Ziel des nächsten Kampfeinsatzes bekannt gibt. Sie sollen die Invasion der Philippinen unter General Douglas MacArthur unterstützen. Die Staffel greift zuerst eine kleine Flotte feindlicher Schiffe an. Smith bleibt zurück und sieht seine Kameraden siegreich zurückkehren. Die Flieger freuen sich über ihren Sieg, doch Collier kritisiert, dass die Funkstille nicht eingehalten wurde. Wieder insistiert Rodgers, doch Collier macht ihm klar, dass er keine Fehler bei seinen Männern duldet.
Als die Princeton angegriffen wird, können Colliers Männer die Angreifer zurückschlagen. Wie Collier erwartet hat, greifen die Japaner jedoch in zwei Wellen an. Als der zweite Angriff beginnt, befiehlt Collier Rodgers, die japanischen Maschinen zu zerstreuen und auf weitere Befehle zu warten. Doch anstatt zu warten, schießen er und seine Männer die Feinde ab. Die Männer feiern ihren Sieg. Collier zieht Rodgers zur Seite und erklärt ihm, dass er lernen solle, Befehle auszuführen. Statt ihm sei ein anderer Offizier Colliers Stellvertreter.
In den nächsten Tagen zeigt Collier seinen Fliegern, welche Fehler sie machen. Der Respekt der Staffel gegenüber ihrem Kommandanten wächst. Der abergläubische Kelley glaubt, dass es bald die ersten Verluste in der Staffel geben wird. Als der Träger die Insel Corregidor erreicht, bekommen die Männer Post von zu Hause. Collier erfährt, dass seine Frau Dorothy einen Sohn zur Welt gebracht hat. Smith erhält einen Brief seines Vaters, der ihm schreibt, wie stolz er sei, dass sein Sohn Pilot sei.
Die Staffel soll zum Schutz der Invasionstruppen Rundflüge um die Schiffe der US-Navy machen und etwaige Angreifer abschlagen. Schon bei ihrem ersten Einsatz kommt es zu einem Kampf mit den Japanern, bei dem Kelley abgeschossen wird. Am nächsten Tag wird auch der Träger angegriffen. Smith wird zu einer Rettungsstaffel abkommandiert. Smith wird auf seinem Flug ebenfalls angegriffen und bekämpft die Japaner so verbissen, dass Collier ihm über Funk gratuliert. Als die Insel Corregidor in amerikanischer Hand ist, besucht Rodgers Collier in dessen Kabine und gibt zu, dass er sich geirrt hat. Collier, der ein neues Kommando erhalten hat, informiert Rodgers, dass er ihn als neuen Staffelkommandanten vorgeschlagen hat.
Colliers Erinnerungen sind zu Ende. Er hört voller Stolz die Berichte über Rodgers Heldentaten. Dabei sieht er dem neuen Staffelkommandanten Smith zu, der einem jungen Piloten nach dessen Landung Flugverbot erteilt.

## Kritiken
Das Lexikon des internationalen Films über den Film: „Das in den Film integrierte Dokumentarmaterial über Luftkämpfe und Schiffsbombardements verrät mehr über die grausige Realität als die Handlung, die den Krieg als sportliches Abenteuer präsentiert.“
Für die Filmzeitschrift Cinema ist die Produktion ein „Fliegerabenteuer mit kritischen Ansätzen.“
Die New York Times bezeichnet den Film als „ernsthafte aber standardgemäße Filmadaption des Lebens auf einem Flugzeugträger.“

## Auszeichnungen
William Austin wurde 1953 für den Oscar in der Kategorie Bester Schnitt nominiert.

## Hintergrund
Premiere des Films in den USA war am 26. Oktober 1952. In Deutschland kam er am 16. Mai 1958 in die Kinos.
Ein großer Teil der Dreharbeiten fand an Bord des Flugzeugträgers USS Princeton statt. Das Schiff ist der Nachfolger des Flugzeugträgers im Film, des Leichten Flugzeugträgers Princeton, der 1944 in der Schlacht im Leyte-Golf sank.
Im Film wurden Kampfszenen aus Wochenschauberichten eingearbeitet.